# Paydell Engineering
Die Paydell Engineering Co. war ein britischer Automobilhersteller, der in Hendon (Middlesex) ansässig war. Zwei Quellen geben an, dass das Unternehmen nur 1924 tätig war. Eine andere Quelle gibt den Bauzeitraum mit 1924 bis 1935 an.
Der Paydell war ein konventioneller Konfektions-Tourenwagen, das heißt, er wurde ausschließlich aus Teilen anderer Hersteller zusammengebaut. Als Antrieb diente ein obengesteuerter Vierzylinder-Reihenmotor mit 2121 cm³ Hubraum von Meadows. Es entstanden nur wenige Exemplare.